# Louis McIntosh
Louis McIntosh es un actor australiano.

## Biografía
Louis creció en Goulburn, Nueva Gales del Sur.
Estudia en la prestigiosa escuela australiana National Institute of Dramatic Arts "NIDA".

## Carrera
En el 2012 apareció en el corto Lights Out.
El 26 de marzo de 2013 apareció como invitado de la serie australiana Home and Away donde interpretó a Alexander Mullens, un joven estudiante que termina agrediendo sexualmente a la joven Rosie Prichard, hasta el 25 de mayo del mismo año después de que su personaje fuera arrestado por su crimen. Anteriormente había aparecido por primera vez en la serie el 12 de noviembre de 2011 cuando interpretó a Jonathan Brewer, un joven con el que April Scott piensa en perder su virginidad pero que al final no lo hace durante el episodio # 1.5426.

## Filmografía
- Series de Televisión.:

| Año  | Serie         | Personaje         | Notas       |
| ---- | ------------- | ----------------- | ----------- |
| 2013 | Home and Away | Alexander Mullens | 4 episodios |
| 1998 | Aquila        | Dunstan           | 2 episodios |

- Películas.:

| Año  | Título     | Personaje | Notas                         |
| ---- | ---------- | --------- | ----------------------------- |
| 2012 | Lights Out | -         | corto - junto a Anthony Cogin |